# Quinteto Académico
Quinteto Académico (Portugal, 1960) foi uma das banda portuguesas mais importantes da década de 60.  

## Biografia
No seu início era um grupo de cinco músicos com muito boa vontade mas tecnicamente com carências. Mais tarde evoluíram contando com a participação de grandes músicos nacionais e internacionais. A formação original era constituída por Daniel Gouveia (piano), Mário Assis Ferreira (viola eléctrica), Artur Pinto (bateria), José Manuel Fonseca (clarinete) e José Augusto Duarte (contrabaixo). 
Participam na banda sonora do filme "Domingo à Tarde" (1965) de António de Macedo. A banda sonora do filme "Sete Balas para Selma", do mesmo realizador, era composta por canções com letra do poeta Alexandre O'Neill musicadas pelo Quinteto Académico (grupo popularizado por temas românticos) e cantadas por Florbela Queiroz. 
O Quinteto Académico participou no primeiro Festival de Vilar de Mouros, que decorreu nos dias 3 e 4 de Agosto de 1968 no Campo do Casal. 
Por volta de 1968, dá-se uma grande reviravolta na banda ficando apenas José Manuel Fonseca e entrando para o grupo Pedro Osório (teclas), o belga Adrian Ransy (bateria), o luso-francês Jean Sarbib (baixo) e Carlos Carvalho (guitarra). Mário Assis Ferreira passou a ser o agente artístico do Quinteto Académico. 
Pedro Osório e Jean Sarbib saem e dá-se a entrada de 4 novos elementos: o teclista inglês Mike Carr; o norte americano Earl Jordan como vocalista; o trompetista sul africano Alain Brown e Carlos Carvalho (guitarra). A formação ficou então com 7 elementos e o grupo passou a designar-se Quinteto Académico + 2.
Dany Silva (ex-Charruas) também fez parte do grupo QA+2.
As compilações "Portugal Deluxe", editadas em 1997 e 1998, incluem vários temas do grupo: "I've got my mojo working", "Abdulah" , "Papa's got a brand new bag"  e "Judy In Disguise".
Em 2008 foi editada a compilação "Train - Integral 1966-1968". Os temas estão apresentados cronologicamente pela ordem de lançamento original e comentados em depoimentos de Daniel Gouveia, Mário Assis Ferreira, Jean Sarbib, Adrien Ransy e José Manuel Fonseca recolhidos pelo jornalista Luís Pinheiro de Almeida. Inclui duas versões de James Brown que nunca foram editadas à altura da sua gravação, em 1968: "Papa's Got a Brand New Bag" e "I Got You (I Feel Good)".

## Discografia
Mais referências sobre a discografia do Quinteto Académico: 
- Train - Integral 1966-1968 (Compilação, iPlay, 2008)

Quinteto Académico 
- Watcha - AVDD [Watcha / Let Kiss / Abdulah / Michael] - 7LEM 3151 - 1965
- Reach Out I´ll Be There - AVDD 7LEM 3178 [Winchester Cathedral/Nobody Else/Reach Out I'll Be There/ I've Got My Mojo Working] - 7SLEM 3178 - 1966
- Train - AVDD [Puppet On A String / Train / Finchley / 724710] - 7SLEM 3184 - 1967

Quinteto Académico +2 
- I Don't Mind / Judy In Disguise - MQ 228 - 1968
- Why / Klaundyke Wood - AVDD  MQ 229 - 1968
- Love Love Lovermen - [Love Love Loverman / Let Me Hear It From You / The Incredible Miss Brown / I'll Never Be The Same Again] AVDD 7LEM 3215 - 1968

## Curiosidades
- Mário Assis Ferreira é o administrador do Casino Estoril. [3]
- Adrien foi músico de orquestras de jazz na Bélgica
- Alexandre Barreto, viola baixo, tocou no Quinteto Académico de 1963 a 1966 foi substituído por Jean Sarbib.
- Jean (Saheb) Sarbib é baixista de jazz tendo-se radicado nos EUA.
- Mike Seargent tocou em grupos como o Quarteto 1111 e os Gemini. [3]
- Adrian e José Manuel Fonseca tocaram no Conjunto Académico João Paulo, mas saíram pouco tempo depois devido a incompatibilidades musicais.
- Daniel Gouveia é hoje considerado um dos maiores conhecedores de Fado, tendo composto o Fado Daniel (Tradicional), além de juntar a composição às palavras no Fado da Internet, popularizado por Carlos Zel e mais recentemente, A Zanga do Sr. Fado, de José da Câmara.